# Цесис (станция)
Це́сис (латыш. Cēsis) — железнодорожная станция на линии Рига - Лугажи, ранее являвшейся частью Псково-Рижской железной дороги. Станция до 1919 года носила название Венден. Прежний вокзал разрушен в 1944 году в ходе военных действий, новый вокзал был построен в 1946 году.
Находится на территории города Цесис (Цесисский край) между станцией Арайши, до которой 9 км и путевым постом Янямуйжа до которого 5 км.
С 17 июня 2014 года билетная касса на станции закрыта.